# Sholeh Rezazadeh
Sholeh Rezazadeh (Tabriz (Iran), 2 april 1989) is een Iraanse-Nederlandse schrijver. Ze schrijft zowel poëzie als proza.
Ze is dochter van een kantoormedewerker (vader) en docent (moeder), ze trok veelal met haar vader op. Het contact verwaterde in haar Nederlandse jaren. Ze werd vernoemd naar de Bollywoodfilm Sholay. Haar schoolperiode vond nog plaats in Tabriz met een lagere school (1996-2001) waar ze al haar eerste gedicht schreef en middelbare school (National Organisation for Development of Exceptional Talent, 2001-2008). Tussen 2008 en 2015 studeerde ze geneeskunde aan de Tabriz University of Medical Science. Ze koos voor deze studie omdat het een wens was van haar vader. In 2015 verhuisde ze van Iran naar Nederland voor de liefde (waar ze later nog een boek over wil schrijven) en begon meteen Nederlands te leren. Binnen drie jaar tekende ze een contract voor haar Nederlandstalige boek. Zij schreef onder andere voor NRC, De Standaard, De Gids, poëzietijdschrift Awater, en de Poëziekrant. Haar debuutroman, De hemel is altijd paars, verscheen in 2021 en won verschillende prijzen. Het boek gaat onder meer over haar vader, die verslaafd was aan opium. In 2024 deelde ze mee, dat het boek in het Nederlands makkelijker te schrijven was vanwege de afstand tot het Nederlands, als ze het in het Perzisch had geschreven, was het te emotioneel geworden. Ze schreef het Boekenweekgedicht 2025.

## Erkenning en prijzen
- 2018 - Agora Lettera Schrijfwedstrijd - Beste proza.[3][5][6]
- 2019 - El Hizjra-Literatuurprijs voor haar poëzie.
- 2021 - De Bronzen Uil (publieksprijs) voor haar debuutroman, De hemel is altijd paars, waarvan circa 40.000 exemplaren verkocht werden.[2]
- 2022 - Debutantenprijs van de Maatschappij der Nederlandse Letterkunde voor haar debuutroman, De hemel is altijd paars.[7]
- 2022 - nominatie voor de Libris Literatuur Prijs voor haar debuutroman, De hemel is altijd paars.[8]
- 2024 - Special mention the European Union Prize of Literature